# Син-Окубо (станция)
Станция Син-Окубо (яп. 新大久保駅 син оокубо эки) — железнодорожная станция, расположенная в специальном районе Синдзюку, Токио. Открыта 15 ноября 1914 года вблизи большого корейского квартала. Со станции существует всего один выход.

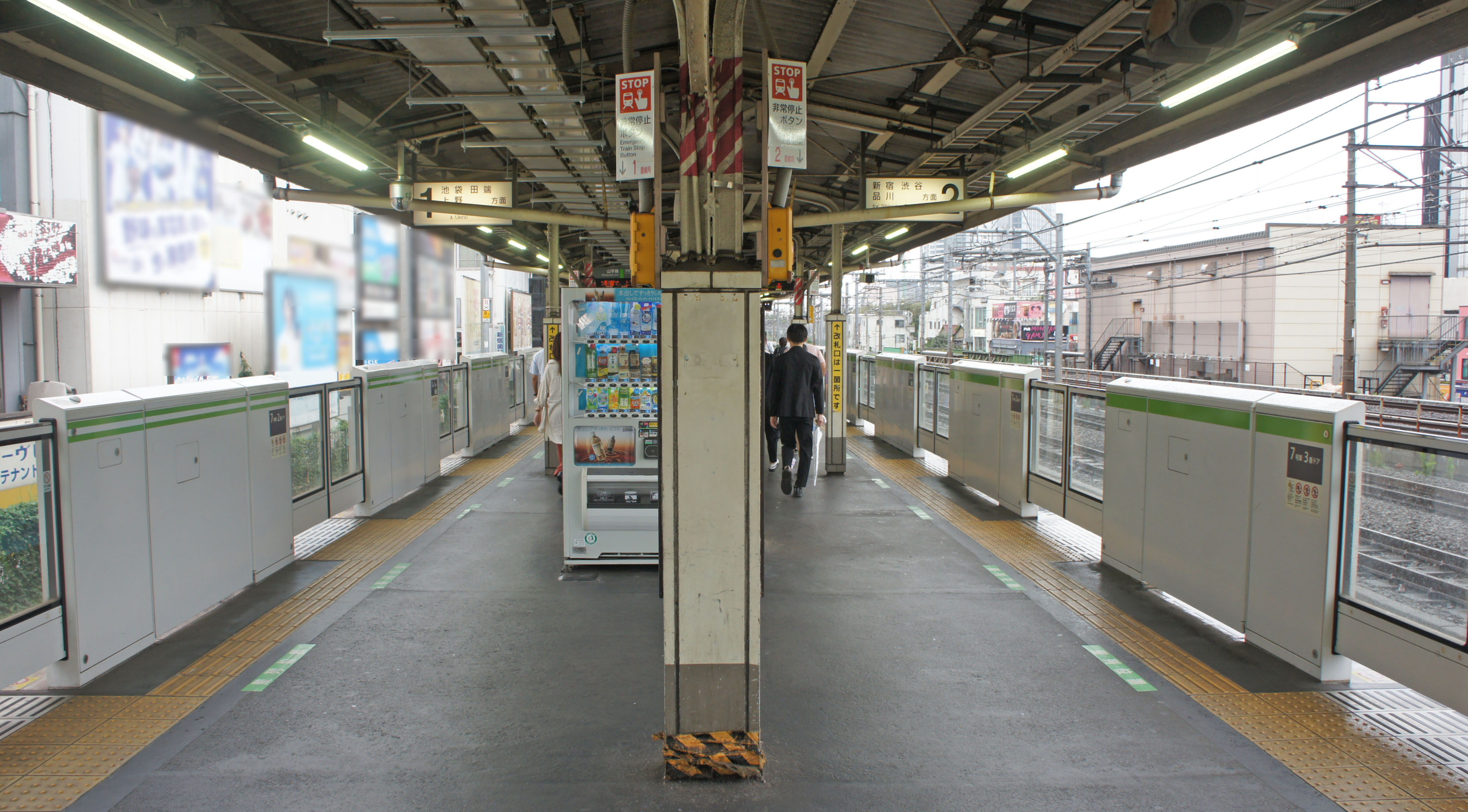
Платформа станции

Станция расположена менее чем в километре от станции Синдзюку и примерно в пяти минутах ходьбы от знаменитого квартала развлечений Кабукитё. Также в трёх минутах ходьбы от станции находится станция Окубо линии Тюо-Собу. На станции установлены автоматические платформенные ворота.

## Линии
- East Japan Railway Company
  - Линия Яманотэ

## Статистика использования
В 2010 году среднесуточное число пассажиров составляло 37 344 человек в день. Изменения последних лет указаны ниже.
| Года     | JR Хигаси Нихон (яп. JR東日本) |
| -------- | ------------------------------ |
| 1992 год | 38 167                         |
| 1993 год | 37 679                         |
| 1994 год | 36 405                         |
| 1995 год | 35 893                         |
| 1996 год | 35 668                         |
| 1997 год | 35 423                         |
| 1998 год | 35 230                         |
| 1999 год | 34 708                         |
| 2000 год | 34 155                         |
| 2001 год | 33 427                         |
| 2002 год | 33 454                         |
| 2003 год | 33 369                         |
| 2004 год | 33 630                         |
| 2005 год | 34 104                         |
| 2006 год | 34 791                         |
| 2007 год | 36 133                         |
| 2008 год | 35 165                         |
| 2009 год | 34 783                         |
| 2010 год | 37 344                         |

## Близлежащие станции
| «        |  | Линия         |  | »            |
| -------- |  | ------------- |  | ------------ |
| Синдзюку |  | Линия Яманотэ |  | Такаданобаба |

## Происшествия
26 января 2001 года, 47-летний фотограф из Иокогамы и 26-летний корейский студент были сбиты насмерть поездом линии Яманотэ при попытке спасти пьяного мужчину, упавшего на рельсы. Мужчина также погиб. История жизни корейского студента легла в основу фильма en:26 Years Diary, вышедшего в прокат в Японии 2007 году, и в 2008 году в Корее.